# Óscar de Jesús Vargas
Vargas  Restrepo est un nom espagnol. Le premier nom de famille, en général paternel, est Vargas ; le second, en général maternel, souvent omis, est Restrepo.
Óscar de Jesús Vargas Restrepo, né le 23 mars 1964 à Urrao (département d'Antioquia) est un coureur cycliste colombien, troisième du Tour d'Espagne 1989. Il devient après sa carrière directeur sportif.

## Repères biographiques
Coureur chez Almacenes Felipe, il passe professionnel en 1985 dans l'équipe Kelme et le reste jusqu'en 1995, où il met un terme à sa carrière de cycliste pro alors qu'il milite dans les rangs de l'équipe Orgullo paisa. En Europe, il remporte une seule victoire en gagnant la Subida a Urkiola, épreuve pour grimpeurs, en 1986. Il gagnera également la pénultième étape du Tour d'Espagne 1992, mais il sera déclassé, ultérieurement, pour contrôle antidopage positif. Son meilleur résultat sur le circuit européen est sa troisième place obtenue au classement général final du Tour d'Espagne 1989, assortie du Grand Prix de la montagne. En 1987, il termine cinquième de la Vuelta, et lorsqu'il prend part à une échappée sur le Tour, lors de la troisième étape, qui lui permet de reprendre plus de cinq minutes sur les favoris, son équipe fonde de grands espoirs sur lui. Mais espoirs déçus, il sera inexistant dans les étapes de montagne et abandonnera lors de la vingtième étape. 
En 1995, alors qu'il est toujours sous contrat avec l'équipe Orgullo Paisa, il abandonne le cyclisme. Peu de temps après le Mondial de Duitama, son père est assassiné lors d'une tentative d'enlèvement. Jamais élucidé, ce meurtre semble avoir été l'œuvre de la guérilla. Victime d'intimidations, de menaces sur ses enfants, il ne peut plus sortir pour s'entraîner et décide de rompre son contrat le liant à Raúl Mesa, au grand dam de Mesa et de Carlos Mario Jaramillo, ses directeurs sportifs, persuadés qu'il avait encore quelques belles années dans le cyclisme. Originaire d'une région agricole, Vargas change totalement d'activités et démarre avec une entreprise laitière. Les affaires tournent bien mais de nouveau le chantage au téléphone, les tentatives d'extorsions reprennent. Il perd de l'argent et à la fin de l'an 2000, il évoque avec son épouse un départ pour l'Espagne. Ainsi en 2001, il quitte la Colombie avec femme et enfants. Il s'installe à Barcelone et se reconvertit dans le transport de marchandises. Cependant, il garde toujours l'objectif de rentrer en Amérique. En 2012, toujours en attente de la nationalité espagnole pour lui et sa famille, il décide de revenir en Colombie, voyant que son pays avait changé et que la période de trouble était révolue. La décision fut difficile à prendre car sa famille était bien installé, avait ses habitudes, ses enfants étudiaient, avaient leurs amis. De retour à Urrao, délivré de la violence, il reprend des activités dans l'agriculture. Lui qui avait vécu éloigné du cyclisme durant son séjour en Europe, avait toujours gardé l'envie d'inculquer aux enfants sa passion pour le cyclisme et après avoir hésité longtemps, il se décide à passer le diplôme de directeur sportif dans le cyclisme, reconnu par l'UCI et délivré par la Fédération espagnole de cyclisme (qu'il obtient en 2011). Dans sa promotion, il se retrouve avec Hernán Buenahora, José Jaime González, Oliverio Rincón, Ángel Yesid Camargo ou Danilo Alvis. Sa seule ambition est de faire profiter aux jeunes de son expérience, de les empêcher de commettre les erreurs que lui a commises. En 2012, il dirige la formation cycliste antioqueña, le Grupo Elite-El Mago. En septembre 2013, Luis Alfonso Cely informe qu'à la fin du Clásico RCN, il met un terme à sa collaboration avec l'équipe GW Shimano. Deux mois plus tard, cette formation annonce avoir nommé Óscar de J. Vargas au poste de directeur technique pour la saison 2014. L'année suivante, Óscar Vargas prend la tête de la direction sportive de l'équipe Manzana Postobón, qui prend le même nom que la formation avec laquelle il avait brillé en Europe. Il se dit satisfait de son travail, découvrir des talents et les amener jusqu'au sommet, car il en voit les fruits. Cependant, en mai 2019, la société "Pedaleamos por Colombia", propriétaire de la licence avec laquelle court la formation, annonce se retirer du peloton avec effet immédiat, en raison des contrôles positifs de deux de ses coureurs.
De ses souvenirs, il regrette ses participations au Tour de France. Bien que plein d'illusions, il n'a jamais pu le disputer au meilleur de sa condition. Pour que son équipe obtienne son invitation, les coureurs devaient donner leur maximum dans les courses d'avant-Tour, au Dauphiné, à la Vuelta ou au Tour de Colombie. Ce « marathon de cyclisme » le faisait arriver au départ de la Grande boucle épuisé. Ainsi, il se souvient de la 10e étape du Tour de France 1987, un contre-la-montre long de 87,5 km, épreuve inhabituelle pour les Colombiens, où il avait particulièrement souffert. Pour lui, les meilleurs cyclistes restent au niveau national Luis Herrera et au niveau international Bernard Hinault.

## Équipes[14]
- 1985 :  Kelme
- 1986 :  Kelme
- 1987 :  Postobón Manzana
- 1988 :  Postobón Manzana
- 1989 :  Postobón Manzana
- 1990 :  Postobón Manzana - Ryalcao
- 1991 :  Postobón Manzana
- 1992 :  Amaya Seguros
- 1993 :  Aguardiente Antioqueño - Lotería de Medellín
- 1994 :  Aguardiente Antioqueño - Lotería de Medellín
- 1995 :  Aguardiente Antioqueño - Lotería de Medellín

## Palmarès
| - 1986 - Subida a Urkiola - 3e de la Clásica de Sabiñánigo - 1987 - 1re étape du Tour de Colombie (contre-la-montre par équipes) - 5e du Tour d'Espagne - 1988 - 1re étape du Tour de Colombie (contre-la-montre par équipes) - 1989 - Tour d'Espagne : - Classement de la montagne - Classement du combiné - 7e étape du Tour de Colombie - 3e du Tour d'Espagne | - 1990 - 2e du championnat de Colombie sur route - 7e du Tour de Catalogne - 1991 - 2e du Tour de Colombie - 1992 - 9e de Paris-Nice - 1993 - 3e du Clásico RCN - 1995 - Vuelta a Antioquia - 3e du championnat de Colombie sur route |

## Résultats sur lesgrands tours

### Tour de France
4 participations.
- 1987 : abandon lors de la 20e étape.
- 1990 : 38e du classement général.
- 1991 : 48e du classement général.
- 1992 : 24e du classement général.

### Tour d'Espagne
6 participations.
- 1987 : 5e du classement général.
- 1988 : hors-délai lors de la 7e étape.
- 1989 : 3e du classement général et vainqueur du classement du  meilleur grimpeur.
- 1990 : abandon lors de la 21e étape.
- 1991 : abandon lors de la 15e étape.
- 1992 : 45e du classement général.

### Tour d'Italie
Aucune participation.

## Résultats sur les championnats

### Championnats du monde professionnels

#### Course en ligne
4 participations.
- 1987 : Abandon.
- 1989 : Abandon.
- 1992 : Abandon.
- 1995 : Abandon.